# Sint-Apolloniakerk (Elst)

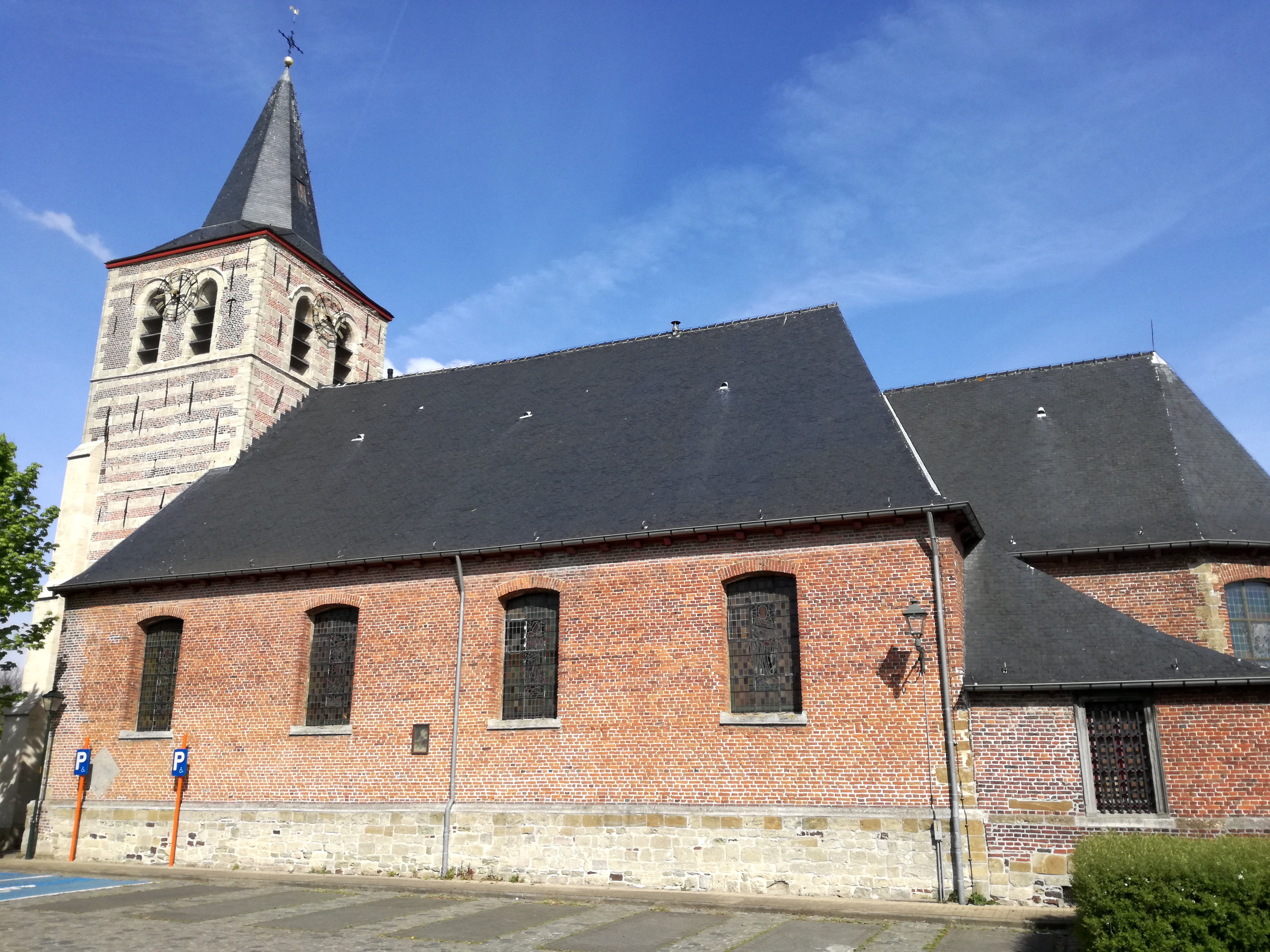
Sint-Apolloniakerk

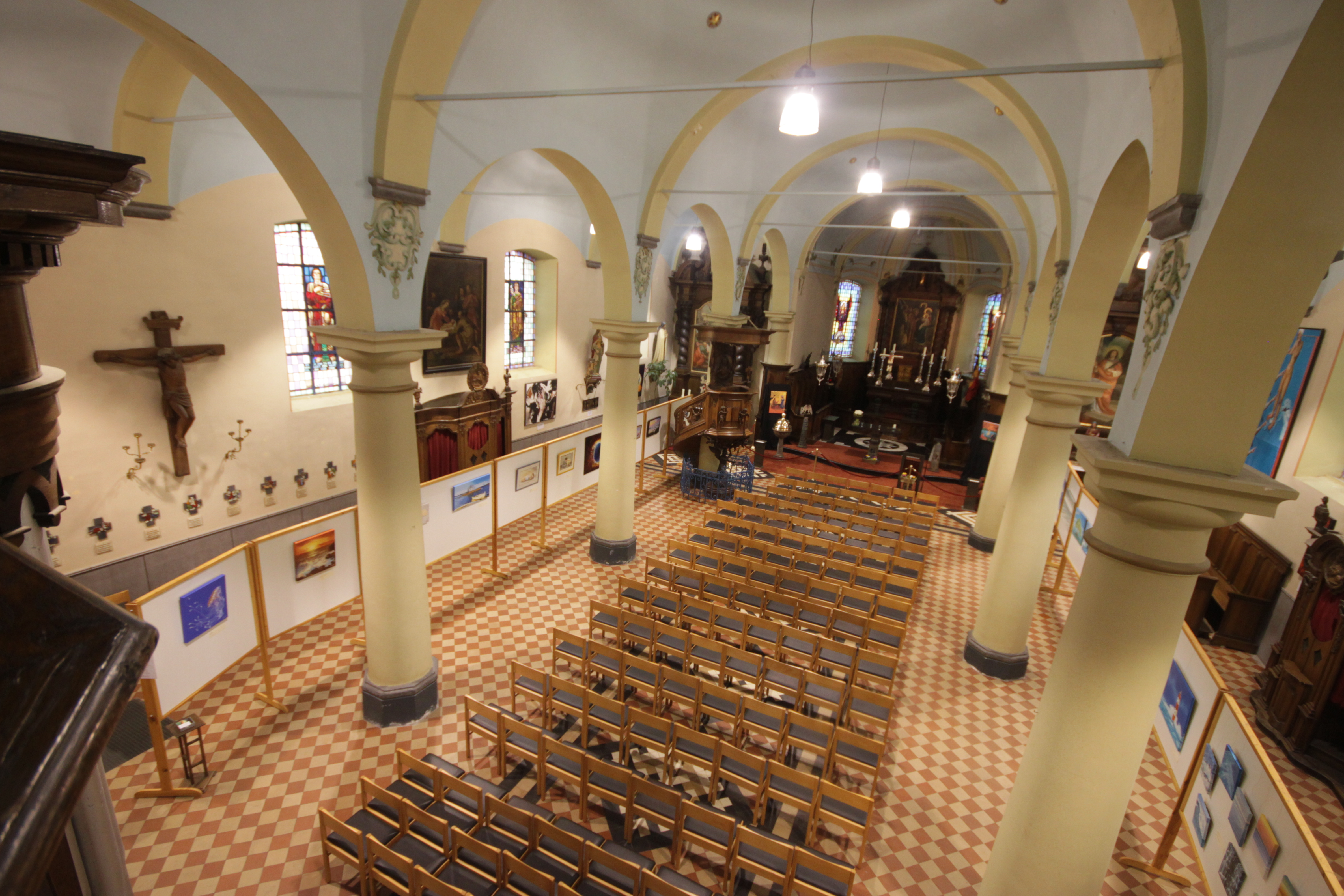
Interieur kerk Elst

De Sint-Apolloniakerk is de parochiekerk van de tot de Oost-Vlaamse gemeente Brakel behorende plaats Elst, gelegen aan het Sint-Apolloniaplein 12.

## Geschiedenis
De eerste melding van een kerkgebouw in Elst is van de 12e eeuw, maar mogelijk is er daarvoor ook al een kerkje geweest. Veel schriftelijke gegevens omtrent de bouwgeschiedenis zijn niet meer aanwezig. De toren in gotische stijl, vermoedelijk gebouwd in 1510-1525, verving mogelijk een romaanse toren. In 1776 werd het koor vervangen, en enkele resten van het voormalige 15e-eeuwse koor, uitgevoerd in zandsteen, bleven daarin behouden. Het eenbeukig schip werd van 1775-1777 vervangen door een groter, driebeukig schip.

## Gebouw
Het betreft een georiënteerd driebeukig bakstenen 18e-eeuws bouwwerk. De voorgebouwde westtoren in gotische stijl vertoont speklagen in baksteen en zandsteen. De onderbouw van de toren is deels in ijzerzandsteen.

## Interieur
Het interieur is in classicistische stijl. Het doksaal is van einde 18e eeuw en vertoont ornamenten in Lodewijk XVI-stijl. Een piscina in Doornikse steen is mogelijk gotisch.
Het kerkmeubilair omvat het hoofdaltaar van 1658 in gemarmerd eikenhout, vervaardigd door Michiel van Prenteghem. Ook vindt met de 17e-eeuwse Sint-Apollonia en Onze-Lieve-Vrouwe zijaltaren, welke afkomstig zijn uit de Abdij van Beaulieu te Petegem-aan-de-Schelde. Deze werden, na opheffing van het klooster, in 1785 aangekocht. De preekstoel werd in 1738-1739 vervaardigd door schrijnwerker Pieter Stevens en beeldhouwer Peter de Can. Ook uit de 18e eeuw zijn de communiebank, het koorgestoelte, de lambrisering en de biechtstoelen (links met medaillon van de heilige Petrus, rechts met medaillon van de heilige Maria Magdalena) door Joannes Michiels (1770-1778) en enkele kasten. Het doopvont is 17e-eeuws en in de torenmuur bevinden zich twee gotische wijwatervaten.
Het geklasseerde orgel werd gebouwd door Leo Lovaert en dateert van 1848. Het werd getransformeerd door de firma Loncke in 1957. Het tochtportaal uit de 18e eeuw onder het orgel bevat drie medaillons met de koppen van de heiligen Petrus, Apollonia en Paulus.
De acht glasramen (1954) in de zijbeuken beelden de acht zaligheden uit. De glasramen die zich in het koor en de benedenkerk bevinden werden gemaakt door Cesar Van Hevele, een glazenier uit Gent, naar ontwerpen van Michel De Loore.

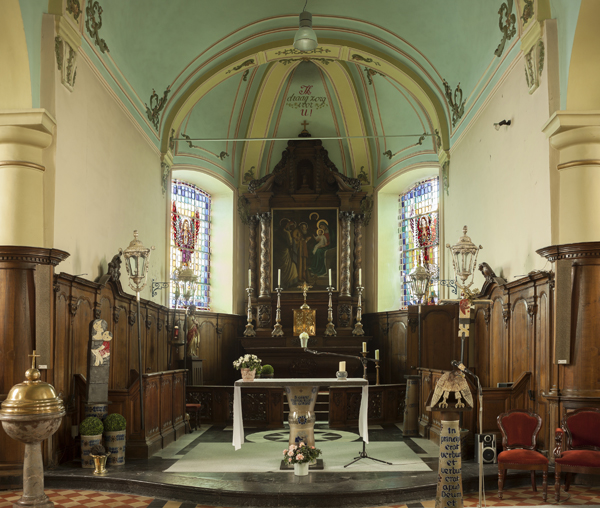
Koor met glasramen
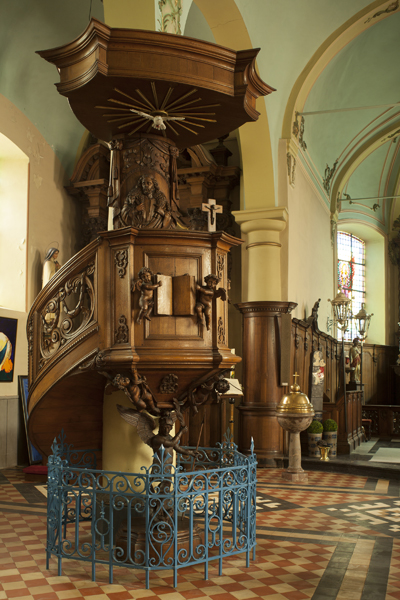
Preekstoel
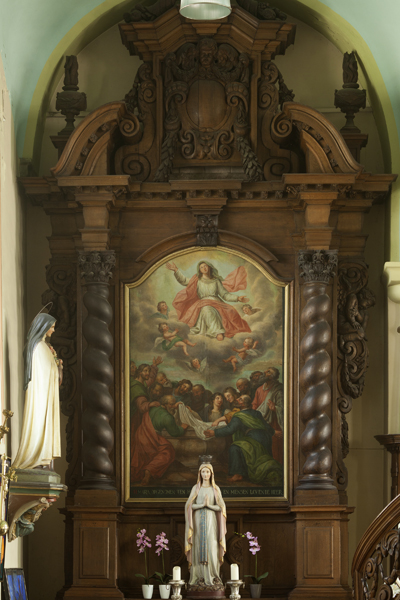
Onze-Lieve-Vrouwe altaar
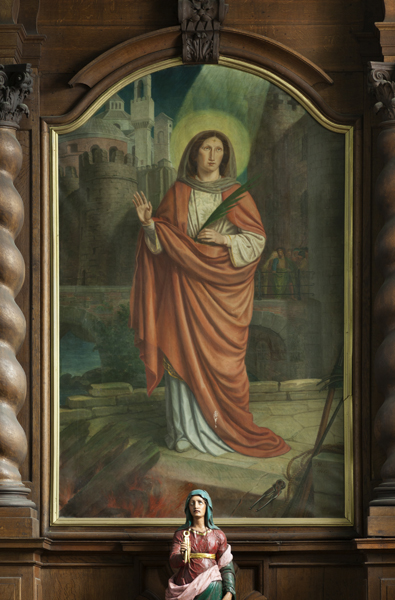
Schilderij Sint-Apollonia
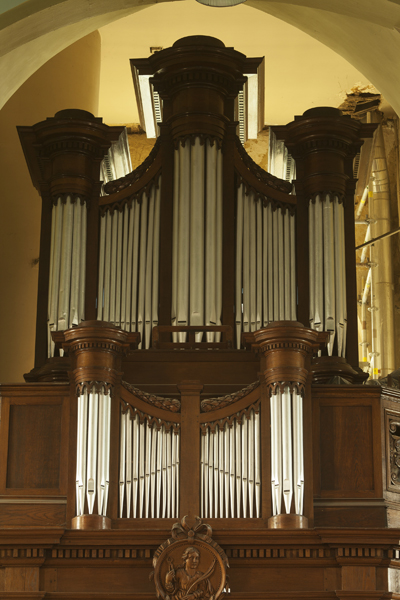
Orgel

## Lijst van kunstwerken
De kerk bezit diverse schilderijen, beeldhouwwerken en andere kunstwerken zoals:
1. Houten beeld van de heilige Apollonia door Georges Herregods (1992);
2. Beeld van de heilige Apollonia in afbraakmateriaal door Raymond Ceuppens (1998);
3. "Jezus in de hof van olijven"  door F. Van de Meulebroucke (1886);
4. Kalligrafisch werk over de heilige Apollonia door Koen Penninck (2015);
5. "Bijbelse Kruisweg"  in keramiek door Georges Herregods (2006) [1];
6. Calvariekruis in kastanjehout uit de 17e eeuw;
7. Biechtstoel in eik, met medaillon van Sint-Petrus door Joannes Michiels (1766);
8. "Aanbidding der herders" door Jan Bert (1785);
9. "Het negende uur" door Armand de Meulemeester (1998);
10. "De voetwassing" door Georges Herregods (2002);
11. "Mariabeeld met kind" in keramiek door Georges Herregods (1988);
12. Altaar en koorlezenaar met arend in steengoed met zoutglazuur en boven het altaar een kruis in keramiek door Georges Herregods (1988);
13. Boven het hoofdaltaar "Aanbidding der koningen" door F. Van de Meulebroucke (1867);
14. Kunstwerk voorstellend de heilige Apollonia door Raymond Ceuppens (2002);
15. "Pater Damiaan"  door Georges Herregods (2009);
16. "Marteling van de Heilige Apollonia" door Johannes Wickert uit Keulen (1998);
17. "Heilige Apollonia" door Marc De Corte (2008);
18. "De werken van barmhartigheid" reeks van 7 schilderijen door Pat De Vylder (2006)[2];
19. Devotiebeeld van "Onze-Lieve-Vrouw met Kind" in papier-maché door Louis Van Overloop (2007);
20. "Vrouwengesprek" door Pat De Vylder (1997).[3]

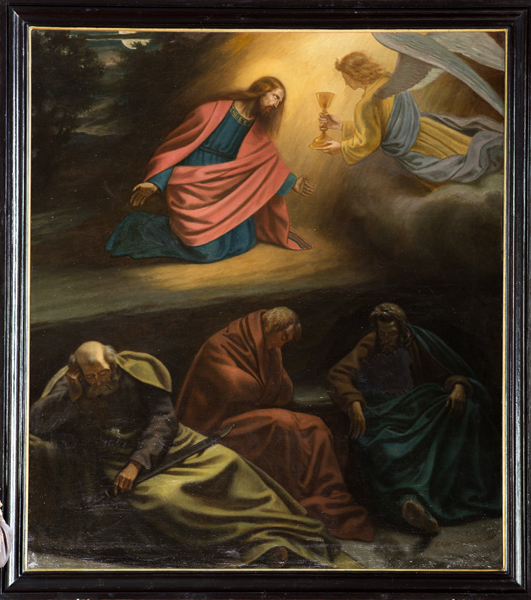
Jezus in de hof van olijven
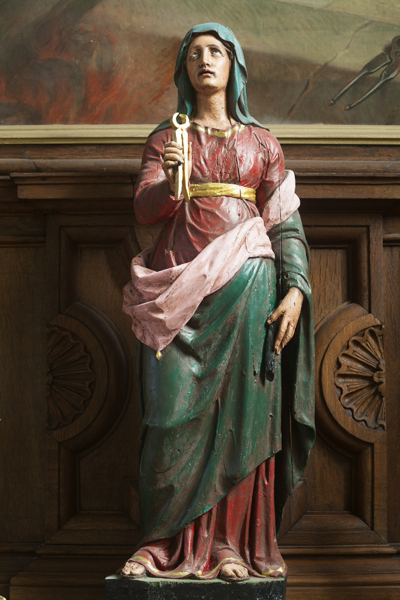
Beeld van Sint Apollonia
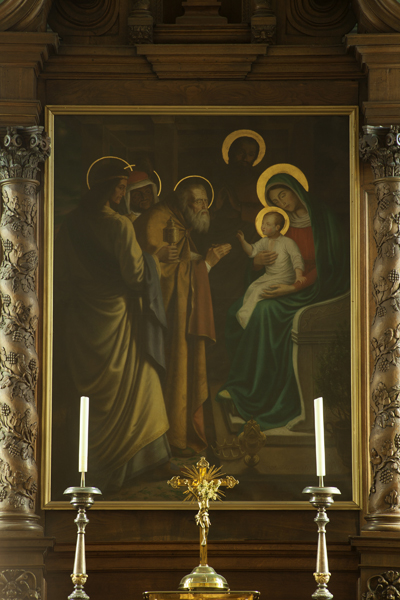
Aanbidding van de koningen (1867)
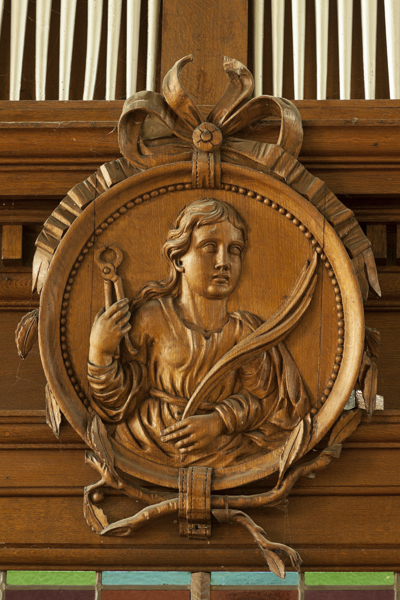
Medaillon van Sint Apollonia bij het orgel
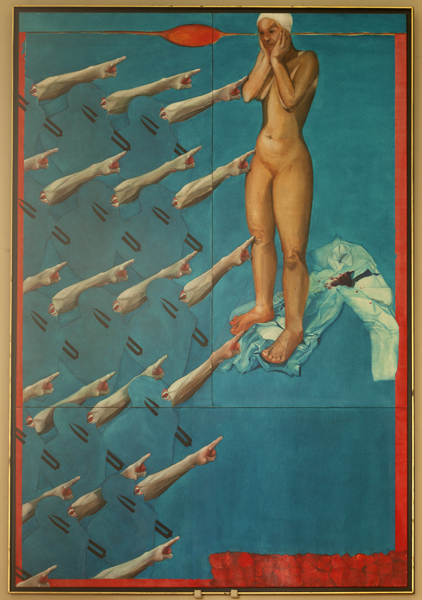
Marteling van Apollonia door Johannes Wickert